# The Secret Circle
The Secret Circle je ena izmed triologij avtorice Lise Jane Smith, ki je v celoti nastala v letu 1992. Prepoznavnejša pa je postala leta 2010, ko je bila po njej posneta TV serija The Secret Circle.

## The Initiation
Cassie Blake preživlja zadnje dni poletnih počitnic v mestecu Cape Cod. Nestrpno odšteva dni, ko se bo končno vrnila v svoj domači kraj, saj pogreša svoje prave prijatelje, družba Portie pa ji ne ustreza.
Nekega dne Portia in Cassie stojita na obali in opazujeta morje. Cassieino pozornost pritegne nenavaden dogodek. Po plaži se namreč sprehaja rdečelasi fant z nemškim ovčarjem, od katerega pa vsi umikajo pogled. Ko se ji fant približa, Portia ukaže Cassie, naj tudi ona pogleda stran in Cassie brez pomisleka uboga njen ukaz. Čez nekaj trenutkov pa se Cassiine roke dotakne smrček nemškega ovčarja. Cassie ga najprej pogleda v oči, nato pa poboža. Ker ji je bil pes všeč, si ni mogla pomagati, da ne bi pogledala še njegovega lastnika. Dvignila je pogled in se zagledala v čudovitega rdečelasega fanta. Njeno pozornost ponovno prevzame Portia, ki jo opozori, naj umakne pogled, nato pa brez pojasnila oddide. Cassie ostane sama .
Čez nekaj časa Cassie zagleda postavo, ki teče proti morju. Takoj prepozna rdečelasega fanta in njegovega psa. Fant se ustavi pri njej in jo prosi za pomoč, saj naj bi ga lovili štirje moški, ki bi radi obračunali z njim. Cassie kratko pomisli, nato pa fantu predlaga, da se s psom skrijeta v bližnjem čolnu, sama pa bo fante usmerila drugam. Fant je najprej nekoliko skeptičen, nato pa vseeno sprejme njen predlog in odhiti proti čolnu. Kmalu za tem Cassie zagleda Jordana in Logana, Portiina brata, ki v družbi še dveh moških lovita rdečelasega fanta. Cassie jih spelje na napačno pot, vendar pa eden od bratov Cassie zgrabi za zapestje, ji ga zvije ter jo ponovno vpraša, kam je šel fant. Cassie kljub bolečini ne izda skrivnosti.
Ko se moški dovolj oddaljijo od kraja dogodka, se rdečelasi fant in pes pokažeta iz skrivališča. Fant se zahvali Cassie za njeno pomoč, v zahvalo pa ji podari kristal. Pove ji, da kristal lahko uporabi v težavah, in sicer tako, da ga močno stisne v pest in pomisli nanj. Preden pa se fant poslovi, poljubi Cassie na ranjeno zapestje.
Ko se Cassie vrne v stanovanje, ji mati sporoči novico, da se tokrat ne bosta vrnili v domači kraj, temveč gresta v New Salem, kjer živi Cassiina babica. Ta naj bi namreč potrebovala pomoč pri opravljanju vsakdanjih opravil. Cassie ideja ni bila všeč, vendar pa ji mati ni dala nobene izbire.
New Salem je majhno mestece na otoku, ki šteje natanko dvanajst hiš, njegove prebivalce pa združuje neka skrivnost. Cassie nad mestecem ni bila navdušena, prav tako pa tudi ni bila navdušena nad babičino staro hišo. Kljub vsemu pa je bila Cassie vesela, da je prvič v življenju srečala babico, ki je bila poleg matere, edini še živeči sorodnik.
Ko se je začelo novo šolsko leto, se je Cassie odpravila v New Salem High School. Presenečena je bila nad velikostjo šole. Nič kaj navdušeno je vstopila in poiskala razred, kjer je potekala njena prva šolska ura. Čeprav si je prizadevala biti sproščena in zgovorna, je kaj kmalu opazila, da jo pravzaprav nihče ne opazi in ne ogovori. V času kosila se je zato umaknila iz jedilnice. Odločila se je, da bo kosilo pojedla zunaj. Med tem, ko je Cassie jedla, pa so se na bližnjem stopnišču zbrala dekleta in začela z zaupnimi pogovori. Cassie je vedela, da ne bi smela slišati, o čem se pogovarjajo, vendar je vseeno ostala na svojem mestu in jedla naprej. Ko je odhajala, so jo dekleta opazila. Poklicala so jo k sebi, jo zaslišala, pregledala vse stvari, ki jih je imela v torbi ter ji zagrozila, da bo svoje dejanje obžalovala. In res, naslednji dan je Cassie v omarici našla obešeno lutko. Cassie je lutko odnesla ravnatelju, vendar pa ji ta ni bil pripravljen pomagati. Predlagal ji je, da težavo z dekleti reši sama. V naslednjih dneh je Cassie v omarici našla še številne druge nenavadne stvari, kot na primer mrtvo zlato ribico, kup pokvarjenih hamburgerjev, itd., najbolj pa jo je prizadelo dejstvo, da v razredu nihče ni želel sedeti v njeni bližini.
Nekega dne Cassie na mizi najde listek, na katerem piše naj po koncu ure pride v star, zapuščen kemijski laboratorij. Ko je Cassie vprašala, čigavo je sporočilo, je ena izmed deklet povedala, da je sporočilo poslala Sally, še ena izmed žrtev drznih deklet. Cassie brez razmisleka po končani uri odhiti v laboratorij, vendar kmalu ugotovi, da se je ujela v past. V laboratorju jo namreč pričakajo dekleta s stopnic Faye, Deborah in Suzan. Te so odločene, da Cassie na smrt prestrašijo in ji pokažejo, kdo je pravzaprav vodja te šole. Prestrašeno Cassie reši svetlolaso dekle Diana, ki prihiti v laboratorij in ušteje Faye.
Diana odpelje Cassie k sebi domov. Nekoliko kasneje pokliče še prijateljici Melanie in Laurel, s katerim skupaj povečerjajo. Cassie ni bilo jasno, zakaj bi bila Diana z neznanko tako prijazna, vendar pa ji Diana pove, da rada pomaga ljudem, pri tem pa v zameno ne pričakuje ničesar. Nato Diana odpelje Cassie domov. V naslednjih dneh se je Cassie počutila v šoli veliko bolj varno, saj jo je ves čas ščitila Diana. Poleg tega pa je Cassie postala tudi veliko bolj priljubljena.
Nekaj dni kasneje se Cassie prebudi sredi noči. Občutek ima, da se v sobi nekaj premika, a zaradi teme ne vidi ničesar. Kar naenkrat jo nekdo pograbi, usta pa pokrije z roko, da bi zadušil njene krike. Nato jo v vreči odnesejo nezano kam. Ko Cassie odstranijo vrečo z glave, je bila na plaži. Na plaži pa ni bila sama. Od prisotnih je prepoznala Faye, Deborah, Suzan, Diano, Melanie in Laurel. Ne da bi vedela, kaj se dogaja, začnejo prisotni izvajati ritual. Šlo je za iniciacijski obred, s katerim so člani že obstoječega Kluba, medse sprejeli Cassie. Ko je bil obred končan, je Diana Cassie pojasnila, da je sedaj enakopravna članica skrivnostnega kroga čarovnic. Razložila ji je tudi pravila in njihovo poslanstvo, Faye pa je povedala zgodovino nastanka mesta, ki je močno povezana s samim krogom. Cassie je spoznala tudi ostale člane kroga, ki so ga sestavljali še Nick, Sean ter brata Doug in Chris.
Medtem ko člani kroga razlagajo Cassie članica česa je pravkar postala, se na plaži pojavi rdečelasi fant z nemškim ovčarjem. Cassie se ga najprej razveseli, vendar pa kmalu za tem ugotovi, da je to pravzaprav Dianin fant. Tudi on član skrivnostnega kroga, ki šteje dvanajst članov (7 deklet in 5 fantov). Vsi člani so prebivalci New Salema. Cassie izve, da je fantu ime Adam.
Adam je med svojo odsotnostjo iskal pripomočke, ki so jih kot nosilce posebnih moči uporablali izvorni člani skrivnostnega kroga. Našel je le enega, in sicer kristalno lobanjo, ki naj bi pripadala zloglasnemu Black Johnu. Diana kot vodja kroga odloči, da bodo lobanjo preučili skupaj in le do take mere, da njeno morebitno zlo ne bi povzočilo česa slabega. Kljub previdnosti pa so šli člani kroga pri razkrivanju skrivnosti lobanje predaleč. Med ritualom je iz lobanje izšlo zlo, vendar pa nihče ne ve, koliko in kam je to zlo šlo. Zato Diana prosi Adama naj pospremi Cassie domov, da se ji po poti ne bi kaj zgodilo. Ko Adam in Cassie prispeta do hiše številka 12, se Cassie hladno poslovi od Adama in odide proti vhodnim vratom. Adam njenega vedenja ne razume, zato jo pokliče nazaj in ji pove, kaj je ob njej začutil ob njunem prvem srečanju na plaži v Capu. Cassie prosi, naj mu razloži, čemu je do njega tako hladna. Cassie se odloči, da Adamu pove resnico. Zaupa mu, da je tudi sama ob njem začutila posebno energijo ter da ga ljubi. Adam nekaj časa okleva, nato pa objame Cassie in jo poljubi. Kmalu za tem, se oba zaveta, da sta naredila napako, ki bi lahko prizadela Diano. Da bi se obvarovala pred ponovno napako, izvedeta ritual, ki naj bi ju zaradi krutih posledic, odvračal od ponovitve dejanja.
Naslednji dan Faye povabi Cassie k sebi domov, vendar ji naroči, da za njen obisk ne sme vedeti nihče. Cassie naivno verjame, da se je njen odnos s Faye spremenil, zato se odzove na povabilo. Ko pride k Faye ji ta da vedeti, da je nekdo sinoči videl njen poljub z Adamom. Faye jo postavi pred dejstvo, da lahko pove Diani, kaj se je zgodilo, ali pa ji Cassie v zameno z njen molk priskrbi kristalno lobanjo. Cassie pristane, da ji bo prinesla kristalno lobanjo, saj ne želi, da bi resnica skrhala njen odnos z Diano in Adamom.

## The Captive
Cassie si prizadeva najti kristalno lobanjo, vendar je pri tem neuspešna. Faye ji vztrajno grozi, da bo Diani povedala za skivnostni poljub z Adamom. Cassie se bori s časom, ki ji ga je dala Faye na voljo, zato Diano še bolj zavaja. Z izgovorom, da jo je strah, prespi noč pri Diani. Noč izkoristi za iskanje lobanje, vendar pa je pri iskanju neuspešna. Kmalu ugotovi, da je lobanja zakopana nekje v pesku. Prekoplje celo obalo in jo na koncu le najde. Izroči jo Faye, ki pa takoj izvede ritual. Cassie je pri izvedbi rituala prisotna. Faye vztraja pri vpogledu v moč lobanje, Cassie pa pri tem opazi, kako je iz lobanje ponovno izšel zli duh. Cassie po končanem ritualu lobanjo vrne na mesto, kjer jo je našla.
Bliža se ples (Homecoming dance) in Cassie nima soplesalca. Članom kroga zaupa, da se plesa sploh ne želi udeležiti. Vse pa se spremeni, ko nekaj dni pred plesom Diana hudo zboli in obleži v postelji. Adam tako ostane brez spremljevalke. Diana se dobro zaveda, da bo Faye izkoristila priložnost in se zapletla z Adamom, zato pokliče Cassie in jo prosi, naj ona spremlja Adama na plesu. Cassie se najprej upira, nato pa le ustreže Dianini želji.
Cassie se znajde v težavi, saj za ples nima primerne obleke. Diana ji naroči, da naj se odpravi k Melanie in Laurel, ki bosta poskrbeli tako za obleko in kot tudi ličenje. Cassie se pred odhodom pogleda v ogledalo in ostane brez besed. Dekleta pri oblačenju in ličenju zmoti zvonec. Cassie pohiti k vratom in ko jih odpre, zagleda Adama. Oba ostaneta brez besed.
Adam in Cassie se udeležita plesa. Adam vztraja, da morata s Cassie na plesišče in zdi se, da imata vse pod nadzorom. Nato pa zaslišita počasno romantično glasbo. Najprej se spogledata, nato poizkušata zapustiti plesišče, na koncu pa vseeno zaplešeta. Adam objame Cassie in jo močno stisne k sebi. Ob koncu glasbe se poljubita, a trenutek sreče kmalu izgine, saj spoznata, da sta se ponovno pregrešila. Odideta vsak svojo pot. Cassie tisti večer pleše s številnimi fanti s šole. Čez nekaj časa pa Cassie prične pogrešati eno izmed članic kroga. Odpravi se v zloglasno kotlovnico, kjer naj bi se Faye, Deborah in Suzan zabavale s fanti. Namesto pričakovane druščine, jo pričaka truplo Jeffreya. Kmalu za Cassie v kotlovnico prideta tudi Nick in Adam. Oba si prizadevata, da bi pomirila prestrašeno Cassie. Cassie opazi, da se je med fantoma vnela tekmovalnost.
V kotlovnici se zbrani druščini pridružita še Chuck in Dough ter Deborah. Odločijo se, da s pomočjo kristala poizkušajo izslediti, od kod je prišlo zlo, ki je povzročilo smrt Jeffreya. Kristal jih odpelje proti njihovim domovom, nato pa naprej proti stari uti. Adam, Cassie in Deborah zagledajo senco. Stečejo proti njej, da bi natančneje videli, kaj pravzaprav senca je. Cassie in Deborah jo celo ujameta, vendar je senca premočna in se jima izmuzne iz rok.
Cassie se naslednji dan ponovno odpravi po poti proti pokopališču. Ogleda si staro uto, ki deluje zelo skrivnostno, nato pa si ogleda še spominske plošče na pokopališču. Ugotovi, da so starši skoraj vseh članov kroga že mrtvi, njeno pozornost pa pritegne dejstvo, da so vsi umrli leta 1976.
Bliža se nov ples (Helloween) in tudi tokrat je Cassie brez soplesalca. Dobi idejo, da bi lahko tokrat na ples povabila Nicka, ki je sicer miren, tih in ne kaže posebnega interesa za druženje. Obišče ga v njegovi garaži, kjer popravlja star avtomobil. Poizkuša biti prijazna, vendar se Nick na njene besede odzove hladno. Cassie odide. Mimo Cassie se pripelje Deborah. Povabi jo na vožnjo z motorjem in Cassie pristane. Odpeljeta se proti ruševinam ene izmed hiš, šlo naj bi za trinajsto hišo v ulici, hišo Black Johna. Cassie tam najde tudi hematit, temen, trden in hladen kristal.
Zgodba se nadaljuje, ko se krog zbere na zasedanju, kjer glasujejo o vodji kroga. Tako Diana kot tudi Faye namreč na isti dan praznujeta rojstni dan in dopolnita 17 let. Prav to pa predstavlja mejnik, ko bo eni izmed nju podeljena doživljenjska vloga vodje kroga. Člani se zberejo in glasujejo. Glasovanje je izenačeno, odločilni glas pa da Cassie. Glasuje za Faye.
Adam takoj posumi, da v ozadju Cassinega glasu stoji Faye s svojim izsiljevanjem in manipulacijo, vendar pa izida glasovanja ni več mogoče spremeniti. Diana preda mesto vodje Faye, ta pa takoj ukaže Cassie izkopati kristalno lobanjo. Čeprav številni člani kroga nasprotujejo, Faye preko posebnega rituala sprotsti energijo, ki jo v sebi skriva lobanja. Lobanja rapade, v zrak se sprosti še več zla, člani kroga pa obležijo na tleh. Ko pridejo k zavesti in se ozrejo naokoli, njihovo pozornost pritegne nenavadno rdeča svetloba v eni izmed dvanajstih hiš. Cassie in Melanie pohitita v dolino, med tem ko ostali sledijo z nekaj zaostanka. Cassie takoj opazi, da se rdeča svetloba širi iz njene hiše.
Cassie in Melanie vstopita v hišo in iz nje rešita Cassino mater Alexandro. Cassie obstane ob svoji babici, ki ji z zadnjimi močmi zaupa celotno zgodobo o Johnu Blacku, nevarnemu napadalcu, ki je ponovno med živimi. Lobanja je namreč tista, ki mu je omogočila povratek med žive. Babica Cassie zaupa, kje je posebna knjiga (Book of Shadows), kjer so zbrani uroki vseh Cassinih prednikov. Tik preden babica umre, pa pove Cassie, da se lahko bori proti zlu, če bo le zbrala dovolj poguma, da se mu bo postavila po robu. 
Cassie stopi iz hiše. V glavi ji odzvanjajo babičine zadnje besede. Neustrašno se obrne proti Faye in ji pove, da se ne boji več njenega izsiljevanja ter da se ne bo več podrejala njenim ukazom. Faye opozori Cassie, da bo izdala njeno skrivnost Diani, a Cassie je prepričana, da je pravi čas, da resnica pride na dan. Faye se obrne proti Diani odločena, da izda Cassiino skrivnost.

## The Power
Faye Diani pove, da sta se Cassie in Adam spoznala na plaži v Cape Codu, prav tako pa izda tudi njun poljub na plaži ter ritual, s katerim sta se želela obraniti pred nadaljevanjem njunega razmerja. Diano seznani tudi s Cassino krajo kristalne lobanje. Diana je videti razočarana, a še preden se člani kroga razidejo, Adam zahteva, da prisluhnejo še pripovedi njega in Cassie. Zgodbi se pravzaprav ne razhajata, le osevtljujeta različne vidike istega početja. Diana na koncu Cassie in Adamu oprosti njuno početje in njihovo prijateljstvo se le še dodatno utrdi.
Cassie presenečena ugotovi, da so se v šolo v New Salemu prepisali tudi Portia in njena brata Jordan in Logan. Portia se spoprijatelji s Sally, učenko, ki je bila v preteklosti pogosto tarča napadov Faye in njene druščine. Poleg tega pa v šolo pride tudi nov ravnatelj (Jack Brunswick), ki takoj skliče učence v dvorano ter jim predstavi nov hišni red. Uvede nova stroga pravila ter kazni za tiste, ki jih ne bodo spoštovali. Med učenci poišče tudi prostovoljce, ki bodo hodili po hodnikih in nadzirali dogajanje ter poročali o domnevnih kršitvah reda. Cassie v novem ravnatelju prepozna Johna Blacka, katerega duh se je utelesil v novem telesu. Svoje spoznanje zaupa tudi ostalim članovm, ki se nevarnosti kaj dobro zavedajo. Cassie prav tako pride do zaključka, da je namen novih pravil v šoli predvsem ta, da bi se druščina razdrobila, se medsebojno sprla, ravnatelj pa bi jih postopoma pridobil na svojo stran.
Cassiina mati je še vedno v šoku, ki ga je doživela ob napadu Johna Blacka. Zaradi šoka se ne odziva na okolico. Zanjo skrbijo tri članice starega čarovniškega kroga in sicer Quincey (Lorelova babica), tega Constance (Melanienina tega) ter gospa Franklin (Adamova babica). Te skušajo z raznimi rituali pomagati Cassiini materi Alexandri.
Faye se vse bolj oddaljuje od kroga čarovnic, saj se skrivaj dobiva z novim ravnateljem, ki jo ima povsem v oblasti. Vseeno pa se udeleži posebnega rituala ženskih članic kroga, kjer vsaka izmed čarovnic počasti eno izmed ženskih lastnosti. Ritual se zaključi tako, da najmlajša članica kroga zakoplje škatlo na skrivnem mestu, ne da bi pred tem pogledala, kaj je v njej. Ta čast pripade Cassie, ki pa jo takoj potem, ko zakoplje škatlo, napade senca. Cassie se bori, a ve, da ni dovolj močna. Njeno stisko začuti Adam, ki se skupaj z Nickom odpravi na plažo in reši Cassie. Nick poljubi Cassino roko.
Nick pove Cassie, da jo občuduje ter goji do nje posebna čustva. Cassie ga sprva zavrača, a na koncu le ustreže Nicku in pristane na njegov predlog, da se poizkusita bolje spoznati. Njuno razmerje lepo napreduje, vendar pa Cassie ne spregleda Adamove bolečine. Nekega dne se Nick in Cassie poljubita na šolskem hodniku. To vidi Portia in odpelje Cassie v ravnateljevo pisarno. Jack Brunswick prične pripovedovati Cassie o svoji moči. Njegovo pripoved zmoti pretep na šolskem dvorišču. Cassie izrabi priložnost in pobegne iz pisarne. Objokano na hodniku ustavi Faye, ki ji pove, da ravnatelj pravzaprav ne pooseblja zla, saj ji želi pomagati. Jack Brunswick je namreč res najbolj poznan po imenu Black John, vendar pa se je nekoč predstavljal tudi po imenu Johan Blake. Cassie v imenu prepozna svojega očeta.
Diana in Adam odpeljeta pretreseno Cassie domov. Cassie jima pove, da je hči Black Johna ter pričakuje, da jo bo krog zavrnil. Krog Cassie podpre.
Tisto noč si Cassie pri Diani izposodi poseben kristal imenovan Moonrock, ki naj bi prinašal lepe sanje. Cassie se najprej sprašuje ali kristal sploh deluje, a se vseeno preda sanjam. V sanjah ima videnje, s pomočjo katerega ugotovi, kje so skriti pripomočki, ki jih je uporabljala izvorna skupina čarnovnic. V njih je namreč skladiščena energija in moč, s pomočjo katere bi lahko krog premagal Johna Blacka. Cassie sredi noči zbudi Diano. Skupaj z Adamom se odpravijo v hišo 12. Tam umaknejo nekaj zidakov v kaminu ter odkrijejo škatlo. Ko jo odprejo, so bili v njej res iskani pripomočki.
Na poti domov jim priteče na proti Sean. Čeprav so Adam, Diana in Cassie sklenili, da o najdbi ne povedo nikomur, pred Seanom niso mogli skriti škatle. Zaupajo mu skrivnost.
Naslednji dan se Cassie odpravi v hišo 12 po eno izmed knjig, ki jo je želela podariti Diani. Ko se vrača iz hiše jo pograbita Jordan in Logan ter jo strpata v avto. V avtu sta bili tudi Portia in Sally. Cassie odpeljejo na gozdno čistino, kjer jo privežejo k drevesu. Cassie takoj postane jasno, da so ji ugrabitelji pripravili mučenje, saj je vedela, da so tako Portia kot tudi Jordan in Logan lovci na čarovnice. Sklepa, da se je njihovi druščini pridružila tudi Sally. Cassie zbere vso svojo energijo in v mislih Adamu sporoči, da je v težavah. Med tem ko čaka na pomoč, Jordan vzame iz ognja razbeljeno kovino in vpraša Cassie po čarovniških pripomočkih. Cassie se sprva začudi nad vprašanjem, nato pa spozna, da za vsem tem verjetno stoji novi ravnatelj.
Ko Cassie že misli, da se ne bo izognila mučenju, se na jasi pojavijo Deborah, Adam in Diana. Logan pograbi puško in jo naperi proti članom kroga. Še preden pa mu uspe sprožiti prvi strel, Cassie usmeri energijo v žarečo kovino in v palico v trenutku zajame ogenj. Tedaj se na čistini pojavijo tudi ostali člani kroga in vname se pretep v katerem zmagajo člani kroga. Sally ob tem spozna, da Cassie in njena druščina le ni tako slaba. Obljubi jim pomoč.
Na poti domov Cassie pove Nicku, da njuno razmerje nima prihodnosti. Nick se s tem strinja, saj mu je bilo že nekaj časa jasno, da Cassie ljubi le Adama. Med njima je namreč posebna vez, ki jo ne more pretrgati nihče .
Sally seznani čarovnice, da Jack Brunswick naklepa napad devetega v mesecu, ravno v času luninega mrka. Takrat naklepa povzročiti nesrečo na mostu, ki otok New Salem povezuje s celino. Nad mesto naj bi namreč poslal orkan, ki bo usoden za New Salem in njegove prebivalce.
Orkan se bliža mestu. Člani skrivnega kroga najprej opozorijo vse prebivalce otoka, naj se pripravijo na najhujše, ter predlagajo, da otok zapustijo. Posvarijo tudi starše in druščino starih čarovnic. Kljub opozorilom pa se gospa Quincey, gospa Constance in gospa Franklin odločijo, da ostanejo na otoku. To noč naj bi namreč izvajale poseben ritual, ki naj bi ozdravil Cassino mati.
Enajst članov kroga se zbere v Adamovem stanovanju. Manjka le Faye, ki s krogom ni hotela sodelovati. Krog v izrednih razmerah izglasuje novo vodjo. Na Cassino presenečenje člani enoglasno odločijo, da je prav ona tista, ki bi morala voditi krog. Po izpeljanem ritualu ji nadenejo pripomočke, ki so jih ob svojih ritualih uporabljale prvotne čarovnice.
Ko se približuje lunin mrk, Cassie zasliši notranji glas, ki ji naroči, da se s svojim krogom zbere pri pogoreli hiši 13. Člani se odpravijo proti pečini. Ko jo dosežejo, se ozrejo v nebo in tedaj zagledajo luno, prekrito z rjavo senco. Na ostankih hiše 13 se prikaže zgradba, za katero Cassie najprej misli, da jo vidi le v mislih. Nato Cassie začuti, da mora vstopiti v hišo, kjer se bo spopadla z Jackom Brunswickom. Cassie se najprej odpravi v hišo sama. Sreča se s svojim očetom, ki ji obljubi, da v zameno za krvno zavezo z njim, ustavi prihajajoč orkan. Cassie se mu postavi po robu. Začuti moč in jo usmeri proti očetu. Pridruži se ji tudi ostalih deset članov kroga, vendar pa njihova moč lahko premaga napadalca le, če se jim pridruži tudi dvanajsti član kroga. Na njihovo presenečenje Faye res pristopi. S skupnimi močmi premagajo Jack Brunswicka.
Člani kroga so ponovno zbrani. Soglasno določijo, da bo imel krog tri vodje, in sicer Diano, Faye in Cassie. Druščina obišče stare čarovnice. Cassie se razveseli svoje matere, ki zdrava klepeta in pije čas v dnevni sobi gospe Constance.
Ob koncu pa Diana Cassie pošlje po škatlo, ki jo je pred kratkim zakopala na obali. Cassie izkoplje škatlo in se se vrne k druščini. Ko jo odpre, v njej zagleda ogrlico s posebnim kristalom. Diana ji pojasni, da je ta ogrlica lahko njena, prav tako pa je njen tudi Adam. Cassie sprva ne dojema Dianinih besed. Diana ji pojasni, da sta si Adam in Cassie usojena. Njune usode ni mogoče spremeniti. Adam je sprva presenečen, a se hkrati zaveda, da ima Diana prav. Adam objame Cassie in jo poljubi na lice.